# Stråvægt
Stråvægt (også benævnt minimumvægt og minifluevægt) er betegnelsen for en vægtklasse, der benyttes indenfor professionel boksning. Stråvægt er placeret under let-fluevægt og er den letteste vægtklasse. 
I professionel boksning er vægtgrænsen for stråvægt 105 engelske pund (47,627 kg). 
I amatørboksning benyttes for juniorer en vægtklasse ”pin weight”, der svarer til stråvægt med en vægtgrænse på 46 kg. Pin weight blev tidligere benyttet for kvindelige amatørboksere, men efter 2010 benyttes klassen alene for juniorboksere mellem 15 og 16 år. 
Stråvægt er en forholdsvis ny vægtklasse. Første professionelle VM-kamp i stråvægt blev afholdt den 14. juni 1987, da det da relativt unge bokseforbund IBF anerkendte en kamp mellem Kuyng Yun Lee og Masaharu Kawakami som en kamp om VM i den nyetablerede klasse, der af IBF benævnes minifluevægt. Lee vandt, og blev derved den første, der blev anerkendt som mester i klassen. De øvrige bokseforbund anerkendte klassen i de følgende år.